# Ernst Metz (General)
Ernst Metz (* 19. November 1916 in Gaiganz; † 1. Juni 1980 in Garmisch-Partenkirchen) war ein Generalmajor des Heeres der Bundeswehr.

## Leben
Metz, Sohn eines Rektors, trat am 4. Dezember 1936 als Offizieranwärter beim Infanterie-Regiment 21 der 17. Infanterie-Division in Nürnberg in die Wehrmacht ein. Am 1. September 1938 wurde er zum Leutnant befördert, war von Oktober 1938 bis August 1939 Rekruten-Offizier im Infanterie-Regiment 21 und vom September 1939 bis Januar 1942 Kompanieführer, Kompaniechef und Bataillonskommandeur im Infanterie-Regiment 21 in Polen, Luxemburg, Frankreich und der Sowjetunion. Er war Chef der Vorauseinheit der geplanten Operation Seelöwe. Von April 1942 bis Mai 1943 war er Lehrer an der Kriegsakademie in Wiener Neustadt, von Juni bis November 1943 Bataillonskommandeur des II. Bataillons des Grenadier-Regiments 672, war von April bis Mai 1944 zur 11. Panzer-Division nach Bordeaux kommandiert und wurde am 1. Juni 1944 zum Major im Generalstab ernannt. Von August 1944 bis Januar 1945 besuchte er die Kriegsakademie in Hirschberg im Riesengebirge und war zuletzt Zweiter Generalstabsoffizier (Ib) der 48. Infanterie-Division in der Slowakei. Von Mai bis Juli 1945 war er interniert.
Von Oktober 1945 bis Oktober 1949 war Metz Geschäftsführer der Firma Gerda Metz in Hirschaid, danach bis August 1952 Vertreter der Firma Pottel & Broskowsky in Bamberg und anschließend bis Oktober 1956 Generalvertreter und Leiter im Auslieferungslager der Firma Cords Söhne in Hamburg.
Am 2. November 1956 trat Metz als Major in die Bundeswehr ein. In seiner erster Verwendung war er bis März 1962 Generalstabsoffizier für Planung, Ausbildung und Organisation (G 3) sowie Chef des Stabes der 1. Gebirgsdivision in Garmisch-Partenkirchen. Anschließend war er Lehrstabsoffizier und Hörsaalleiter an der Führungsakademie der Bundeswehr in Hamburg. Vom April 1965 bis März 1971 war er Brigadekommandeur der Gebirgsjägerbrigade 23 in Bad Reichenhall, wo er am 31. Oktober 1968 zum Brigadegeneral ernannt wurde. Danach war er von April bis Dezember 1971 stellvertretender Divisionskommandeur der 1. Gebirgsdivision, wurde am 22. Dezember 1971 zum Generalmajor ernannt und war ab Januar 1972 Divisionskommandeur der 1. Gebirgsdivision. Mit Ablauf des September 1975 wurde er in den Ruhestand versetzt.

## Auszeichnungen
- Deutsches Kreuz in Silber (1942)
- Verwundetenabzeichen in Gold (1941)
- Großes Verdienstkreuz des Verdienstordens der Bundesrepublik Deutschland (1973)
- Bayerischer Verdienstorden